# Сосновий Бір (Молодечненський район)
Сосновий Бір (біл. вёска Сасновы Бор) — село в складі Молодечненського району Мінської області, Білорусь. Село підпорядковане М'ясотській сільській раді, розташоване в західній частині області.